# Gajret (časopis)
Gajret, bosanskohercegovački časopis, koji je izlazio u Sarajevu. Pokrenulo ga je društvo Gajret.

## Povijest
Gajret je predstavljalo glasilo Gajretova društva za potpomaganje đaka muslimana na srednjim i višim školama. List je izlazio od 1907. s prekidima do konca ožujka 1941. godine. Naizmjenično je tiskan ćirilicom, latinicom i na turskom jeziku (arabicom). U početku je izlazio jednom mjesečno (5. dan svakog mjeseca). Od prvog do trećeg godišta (1907. – 1910.) Gajret je bio glasilo "Gajret" - društva za potpomaganje đaka muslimana na srednjim i višim školama; od četvrtog do sedmog godišta (1911. – 1914.) on je list za društvene poslove i narodno prosvjećivanje. Prvi svjetski rat je prekinuo djelatnost i društva Gajret i izlaženje njegovog organa. Ponovno počinje izlaziti 1921. godine kao organ društva "Gajret" – kulturno-beletristički časopis. To osmo godište je imalo svega tri broja. I sljedeće, deveto godište (1922.), imalo je svega tri broja, a bilo je organ "Gajreta", društva za ekonomsko i kulturno podizanje muslimana. Onda je opet nastala jedna pauza od preko godinu i po dana, pa se, vjerojatno zaboravilo osmo i deveto godište, i godine 1924. počinje Gajret ponovo izlaziti, ali godište je označeno brojem VIII i to kao list "Gajreta", društva za kulturno i ekonomsko podizanje muslimana". Ponovno deveto godište (ustvari jedanaesto), 1925. i dalje do kraja 1930. godine nose oznaku List Gajreta, društva za kulturno i ekonomsko podizanje muslimana. Od 1931. do svog posljednjeg broja, Gajret je Glasnik kulturno-prosvjetnog društva "Gajreta". Razne redakcije napravile su zbrku u brojevima godišta, pa je od stvarnog desetog godišta, a označeno je broj VIII, potrebno uvijek dodavati i koja kalendarska godina. Poslije ovog godišta, zapravo od početka 1928. godine, opet je označeno novo godište brojem IX, što je ustvari XIV godište; ponovno X godište je ustvari XV, 1929., a ponovno XI godište je zapravo XVI, 1930. godine. 

## Glavni urednici
| #  | Ime i prezime       | Mandat započeo | Mandat završen | Napomene |
| -- | ------------------- | -------------- | -------------- | -------- |
| 1. | Edhem Mulabdić      | 1907.          | 1908.          |          |
| 2. | Mustabeg Halilbašić | 1998.          | 1909.          |          |
| 3. | Osman Đikić         | 1909.          | 1912.          |          |
| 4. | Avdo Sumbul         | 1912.          | 1914.          |          |
| 5. | Šukrija Kurtović    | 1921.          | 1921.          |          |
| 6. | Ured Gajreta        | 1922.          | 1922.          |          |
| 7. | Hamid Kukić         | 1924.          | 1927.          |          |
| 8. | Hamza Humo          | 1927.          | 1931.          |          |
| 9. | Hamid Kukić         | 1931.          | 1941.          |          |

## Vanjske poveznice
- Digitalne kolekcije  Arhivirana inačica izvorne stranice od 17. veljače 2020. (Wayback Machine)